# أمينة زريق
أمينة زريق هي كاتبة روائية وشاعرة تونسية من مدينة القيروان حاصلة على الأستاذية في اللغة والآداب الإنجليزية، وأقامت لفترة في الولايات المتحدة الأمريكية وفي الخليج العربي، تستقر حاليا في القيروان وتدير بعض الأعمال الحرة، وقد صدر لها: مجموعة من المؤلفات.

## من مؤلفاتها
- «سفر القلب» (رواية).
- «إصحاح الروح» (رواية).
- «من ذاكرة الأبواب» (مجموعة قصصية).
- تخلنا الغربة إذ نخذلها، (شعر).
- لم انتبه (شعر).
- زهرة الأوركيدا( قصص أطفال).

## جوائز
- جائزة لجنة التحكيم الخاصة في مسابقة الكومار للرواية التونسية 2017